# Po prostu (czasopismo)
Po prostu – polskie pismo społeczno-literackie wydawane w Warszawie od 1 lipca 1947 do 2 października 1957, najpierw jako dwutygodnik, a od 1949 tygodnik. „Po prostu” było początkowo organem Akademickiego Związku Walki Młodych „Życie”. W latach 1948–1950 było pismem Zarządu Głównego Związku Akademickiej Młodzieży Polskiej, a następnie Zarządu Głównego Związku Młodzieży Polskiej (ZMP). Reaktywowane w 1990, wydawane od 15 lutego 1990 do 18 kwietnia 1991 było ponownie tytułem niezależnym.

## Opis
Od 1955 „Po prostu” ukazywało się jako „Tygodnik studentów i młodej inteligencji”, angażując się w ruch na rzecz reform ustrojowych (redaktorem naczelnym był wtedy Eligiusz Lasota) i stało się jednym z symboli przemian polskiego października. Zostało prowokacyjnie zlikwidowane przez władze we wrześniu 1957, co na początku października wywołało w Warszawie trwające pięć dni rozruchy studenckie i zamieszki uliczne, stłumione przez Zmotoryzowane Odwody Milicji Obywatelskiej (ZOMO). Demonstracje odbyły się m.in. przed domem studenckim na placu Narutowicza, w Gmachu Głównym Politechniki Warszawskiej i w Alejach Jerozolimskich. Wcześniej, już w kwietniu 1957, inne czasopisma dostały zakaz przedruków z tygodnika; Główny Urząd Kontroli Prasy w uzasadnieniu dotyczącego wstrzymania kolejnej edycji „Po prostu”, napisał: „wrześniowy numer w sposób wysoce agresywny i podburzający neguje politykę partii i rządu”. Zespół redakcyjny oskarżono m.in. o jałową negację komunistycznej rzeczywistości, przedstawianie w fałszywym świetle rzeczywistości kraju, zwątpienie w sens rozwoju socjalizmu w Polsce oraz głoszenie burżuazyjnych koncepcji.
W skład redakcji wchodziło wielu znanych dziennikarzy i działaczy społecznych, którzy publikowali swoje teksty na łamach gazety, m.in. Jerzy Ambroziewicz, Stefan Bratkowski, Czesław Czapów, Włodzimierz Godek, Marek Hłasko, Stanisław Manturzewski, Jan Olszewski, Lech Emfazy Stefański, Jerzy Strzałkowski, Ryszard Turski, Jerzy Urban, Jerzy Vaulin, Witold Wirpsza czy Agnieszka Osiecka.
Pismo zostało wznowione 15 lutego 1990 przez Ryszarda Turskiego wraz z częścią zespołu, ale nie zdobyło już uznania rynku. 18 kwietnia 1991 ukazał się ostatni numer tygodnika.
Nazwę „Po prostu” nosił także pierwszy polski dyskusyjny klub filmowy, którego powstanie zostało zainicjowane przez tygodnik. Pierwsza projekcja, Dyktator Charliego Chaplina, odbyła się 8 listopada 1955 w sali kina „Wiedza” warszawskiego Pałacu Kultury i Nauki. Po zamknięciu tygodnika DKF musiał zmienić nazwę. Nawiązując do poprzedniej, wybrano nazwę „Zygzakiem”. Klub został zamknięty w 1989 w związku z kłopotami finansowymi.